# Anastasie (sestra Konstantina I. Velikého)
Anastasie (3. století? - po roce 314?) byla dcerou římského císaře Constantia I. Chlora a jeho manželky Flavie Maximiany Theodory. Jejím nevlastním bratrem byl císař Konstantin I. Veliký. Byla členkou Konstantinovské dynastie.
Jejími sourozenci byli Julius Constantius, Flavius Dalmatius a Flavius Hannibalianus, Constantia a Eutropia. Konstantin I. Veliký pocházel z Constantiova předchozího vztahu s Helenou a byl tedy pouze jejím nevlastním bratrem. V roce 313 nebo 314 byla Anastasie provdána za Bassiana, kterého Konstantin brzy poté jmenoval caesarem. Bassianus však Konstantina zradil a byl jím nejpozději v roce 316 popraven. Po Bassianově popravě se o jejím dalším životě nedochovaly žadné informace. Po Anastasii byly pojmenovány římské lázně Thermae Anastasianae v Konstantinopoli.